# Cryphia
Genre
Cryphia est un genre de lépidoptères (papillons) de la famille des Noctuidae, de la sous-famille des Bryophilinae.

## Espèces rencontrées en Europe
- Cryphia (Bryopsis) amasina (Draudt 1931)
- Cryphia (Bryopsis) canaria (Alphéraky 1889)
- Cryphia (Bryopsis) debilis (Rebel 1894)
- Cryphia (Bryopsis) maderensis (Bethune-Baker 1891)
- Cryphia (Bryopsis) muralis (Forster 1771)
- Cryphia (Bryopsis) simonyi (Rogenhofer 1889)
- Cryphia (Cryphia) algae (Fabricius 1775)
- Cryphia (Cryphia) amygdalina Boursin 1963
- Cryphia (Cryphia) distincta (Christoph 1887)
- Cryphia (Cryphia) domestica (Hufnagel 1766)
- Cryphia (Cryphia) ereptricula (Treitschke 1825)
- Cryphia (Cryphia) fraudatricula (Hübner 1803)
- Cryphia (Cryphia) gea Schawerda 1934
- Cryphia (Cryphia) maeonis (Lederer 1865)
- Cryphia (Cryphia) microphysa Boursin 1952
- Cryphia (Cryphia) ochsi (Boursin 1940)
- Cryphia (Cryphia) omalosi Svendsen & Fibiger 1998
- Cryphia (Cryphia) orthogramma Boursin 1954
- Cryphia (Cryphia) pallida (Baker 1894)
- Cryphia (Cryphia) petrea (Guénée 1852)
  - Cryphia (Cryphia) petrea contristans (Lederer 1857)
  - Cryphia (Cryphia) petrea petrea (Guénée 1852)
- Cryphia (Cryphia) petricolor (Lederer 1870)
- Cryphia (Cryphia) raptricula (Denis & Schiffermüller 1775)
- Cryphia (Cryphia) ravula (Hübner 1813)
- Cryphia (Cryphia) receptricula (Hübner 1803)
- Cryphia (Cryphia) rectilinea (Warren 1909)
- Cryphia (Cryphia) seladona (Christoph 1885)
- Cryphia (Cryphia) simulatricula (Guénée 1852)
- Cryphia (Cryphia) strobinoi Dujardin 1972
- Cryphia (Cryphia) tephrocharis Boursin 1953
- Cryphia (Cryphia) vandalusiae (Duponchel 1842)